# SN 2010bw
SN 2010bw – supernowa typu Ia odkryta 12 marca 2010 roku w galaktyce A113756+1053. W momencie odkrycia miała maksymalną jasność 19,40m.